# 140 (nombre)
Cet article concerne le nombre 140. Pour les années, voir 140 et 140 av. J.-C. Pour les lignes de transports en commun voir Ligne 140 .
Le nombre 140 (cent quarante) est l'entier naturel qui suit 139 et qui précède 141.

## En mathématiques
Cent quarante est :
- un nombre abondant,
- un nombre à moyenne harmonique entière,
- le 7e nombre pyramidal carré,
- un nombre Harshad en base dix,
- un nombre uniforme en bases 13, 19, 27, 34, 69 et 139.

## Dans d'autres domaines
Cent quarante est :
- le numéro du colorant alimentaire E140 (vert), la chlorophylle,
- le nombre maximum de caractères autorisé par le service Twitter auparavant (c'est désormais 240).